# Comfort Me
| Recensione              | Giudizio |
| ----------------------- | -------- |
| AllMusic                |          |
| Dizionario del Pop-Rock |          |

Comfort Me è il secondo album della cantante statunitense soul Carla Thomas, pubblicato dall'etichetta discografica Stax Records nel febbraio del 1966.

## Tracce

### LP
Lato A
1. Comfort Me – 2:37 (Alvertis Isbell, Steve Cropper, Eddie Floyd) – Registrato il 19 novembre 1965 a Memphis, Tennessee
2. No Time to Lose – 2:45 (Steve Cropper, Deanie Parker) – Registrato il 4 giugno 1964 a Memphis, Tennessee
3. Yes, I'm Ready – 2:40 (Barbara Mason) – Registrato il 19 novembre 1965 a Memphis, Tennessee
4. Lover's Concerto – 2:40 (Sandy Linzer, Denny Randell) – Registrato il 19 novembre 1965 a Memphis, Tennessee
5. I'm for You – 2:40 (Isaac Hayes, David Porter) – Registrato il 19 novembre 1965 a Memphis, Tennessee
6. What the World Needs Now – 3:15 (testo: Hal David – musica: Burt Bacharach) – Registrato il 19 novembre 1965 a Memphis, Tennessee

Lato B
1. Let It Be Me – 2:43 (testo: Pierre Delanoë (francese), Manny Curtis (inglese) – musica: Gilbert Bécaud) – Registrato il 19 novembre 1965 a Memphis, Tennessee
2. A Woman's Love – 2:48 (Steve Cropper, Carla Thomas) – Registrato il 14 ottobre 1964 a Nashville, Tennessee
3. Will You Love Me Tomorrow – 2:58 (Gerry Goffin, Carole King) – Registrato il 19 novembre 1965 a Memphis, Tennessee
4. Forever – 2:45 (Brian Holland, Lamont Dozier, Edward Holland) – Registrato il 19 novembre 1965 a Memphis, Tennessee
5. Move on Drifter – 2:55 (Justine "Baby" Washington) – Registrato il 19 novembre 1965 a Memphis, Tennessee
6. Another Night Without My Man – 3:03 (Alvertis Isbell, Steve Cropper, Eddie Floyd) – Registrato il 19 novembre 1965 a Memphis, Tennessee

## Musicisti
- Carla Thomas – voce
- Altri musicisti partecipanti alle sessioni sconosciuti

Note aggiuntive
- Jim Stewart – produttore, supervisione
- Loring Eutemey  – design copertina album originale
- Bob Rolontz – note retrocopertina album originale [3]

## Classifica
Album
| Anno | Classifica             | Posizione raggiunta |
| ---- | ---------------------- | ------------------- |
| 1966 | Billboard 200          | 134                 |
| 1966 | Top R&B/Hip-Hop Albums | 11                  |

Singoli
| Anno | Titolo del brano | Classifica            | Posizione raggiunta |
| ---- | ---------------- | --------------------- | ------------------- |
| 1964 | A Woman's Love   | Billboard Hot 100     | 71                  |
| 1965 | A Woman's Love   | Hot R&B/Hip-Hop Songs | 29                  |